# موسى هال
موسى هال هو سياسي أمريكي، ولد في 1836 في أوهايو في الولايات المتحدة، وتوفي في 1907.